# Château Rauzan-Gassies
Koordinaten: 45° 2′ 11,8″ N, 0° 40′ 31,3″ W

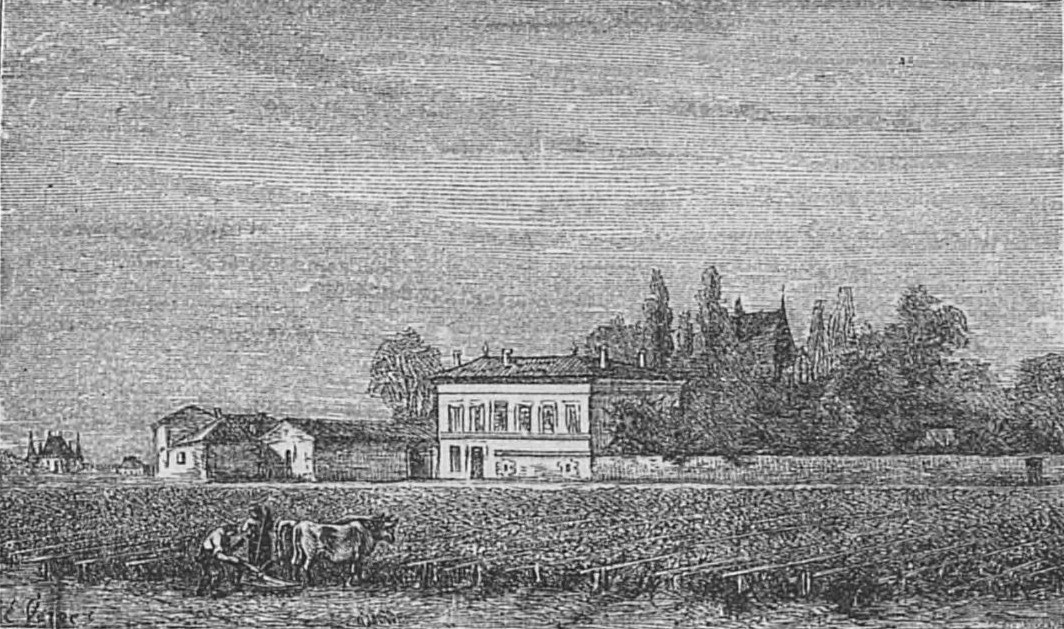
Darstellung des Gutsgebäudes im Buch Cocks & Féret im Jahr 1893.

Château Rauzan-Gassies  ist ein Weingut der Klassifikation Deuxième Cru Classé im Weinbaugebiet Margaux im Bordelais. Das Gut umfasst 30 Hektar bestockter Fläche.
Das Durchschnittsalter der Reben liegt bei 25 Jahren. Die Bestockung ist klassisch mit den Rebsorten Cabernet Sauvignon (65 %), Merlot (25 %) und Cabernet Franc (10 %). Die Weine reifen 15–18 Monate in Barriques, die jährlich zu 25 Prozent erneuert werden.

## Geschichte
Am 7. September 1661 erwarb Pierre des Mesures de Rausan, ein bedeutender Händler der Region, das Weingut von der Familie de Gassies. Die Familie de Gassies stand den Lehnsherren der Seigneurie de Margaux nah. Dieses Weingut war der Ursprung der heute bekannten Château Rauzan-Gassies, Château Rauzan-Ségla, Château Desmirail und Château Marquis de Terme. Pierre des Mesures de Rausan war auch Pächter von Château Margaux (seit 1661) und Château Latour (seit 1679). Als Pierre des Mesures de Rausan am 10. Mai 1692 starb, erbte seine Tochter Thérèse Rebflächen in Pauillac (die späteren Weingüter Château Pichon-Longueville-Baron und Château Pichon-Longueville-Comtesse de Lalande). Ihre 3 Brüder Simon, Jude-Jean und Simon-Jude verwalteten indes den Rozan Besitz in Margaux. Durch die Hochzeit von Fräulein Rauzan du Ribail mit Jean Desmirail sowie eines anderen Familienmitglieds mit Seigneur de Peguilhan wurden Château Desmirail und Château Marquis de Terme aus dem großen Margaux-Besitz der Brüder abgespalten. Die offizielle Trennung von Rauzan-Gassies und Rauzan-Ségla erfolgte am 24. April 1763. Die Urkunde wurde von Jean Baptiste de Rauzan (für den Ségla-Anteil) und Jean Roulier (für den Gassies - Anteil) unterzeichnet.
Anlässlich eines Besuchs im Jahr 1787 in Bordeaux besichtigte der spätere US-Präsident Thomas Jefferson (1743–1826) das Weingut (Jefferson beschrieb das Gut unter dem Namen Rozan) und stufte es in die zweite Kategorie ein.
Nachdem das Gut in der Folge mehrfach seinen Besitzer wechselte, wurde das Gut 1946 durch Jean Paul Quié aufgekauft. Die gleiche Familie besitzt auch die Weingüter Château Croizet-Bages in Pauillac und das Château Bel-Orme-Tronquoy-de-Lalande, ein Cru-Bourgeois-Gut in der Nähe der Gemeinde Saint-Émilion.
1992 investierte sein Sohn, Jean-Michel Quié, in einen neuen Weinkeller. Seit Ende der 1990er Jahre entspricht die Qualität wieder seinem Ruf. Die Zwillinge Anne-Francoise und Jean-Philippe Quié übernahmen 2003 die Leitung des Weinguts.

## Zweitwein
Seit mindestens 2008 existiert ein Zweitwein «Chevalier de Rauzan-Gassies», AOC Margaux. Davor wurden die Jahrgänge 2003, 2002, 2001, 2000 und 1999 in den Handel gebracht.